# Handewitt
Handewitt (tiếng Đan Mạch: Hanved) là một đô thị thuộc huyện Schleswig-Flensburg, trong bang Schleswig-Holstein, nước Đức. Đô thị Handewitt có diện tích 77,73 km², dân số thời điểm 31 tháng 12 năm 2006 là 10.573 người. Handewitt toạ lạc gần biên giới với Đan Mạch, khoảng 7 km về phía tây của Flensburg.